# Мыцыков, Андрей Владимирович
Андрей Владимирович Мыцыков (молд. Andrei Mîţîcov; род. 15 ноября 1986, Тирасполь) — молдавский легкоатлет, специалист по прыжкам в высоту. Выступал на профессиональном уровне в 2003—2019 годах, победитель и призёр ряда крупных международных турниров, многократный чемпион Молдавии, действующий рекордсмен страны. Мастер спорта международного класса.

## Биография
Андрей Мыцыков родился 15 ноября 1986 года в Тирасполе, Молдавская ССР. Начал заниматься лёгкой атлетикой в 2000 году, проходил подготовку под руководством тренера Николая Фёдоровича Цыбульского. Окончил Приднестровский государственный университет имени Т. Г. Шевченко (2009).
Начиная с 2003 года постоянно входил в состав молдавской сборной по лёгкой атлетике, представлял страну в прыжках в высоту на различных международных соревнованиях.
В 2005 году в прыжках в высоту стал серебряным призёром на чемпионате Молдавии в Кишинёве, в 2006 году получил звание мастера спорта ПМР.
В 2007 году впервые одержал победу на чемпионате Молдавии, занял 12-е место на молодёжном европейском первенстве в Дебрецене. Будучи студентом, представлял страну на Всемирной Универсиаде в Бангкоке, где в финале так же показал 12-й результат.
В 2009 году отметился выступлением на чемпионате Европы в помещении в Турине, в финал не вышел.
В 2013 году выиграл серебряную медаль на чемпионате Балкан в помещении в Стамбуле.
В 2015 году прыгал в высоту на чемпионате Европы в помещении в Праге и на Европейских играх в Баку.
В мае 2016 года на чемпионате Молдавии в Тирасполе превзошёл всех соперников, повторив при этом ныне действующий рекорд страны в прыжках в высоту на открытом стадионе — 2,25 метра. По итогам сезона удостоен почётного звания «Мастер спорта международного класса».
Завершил спортивную карьеру по окончании сезона 2019 года.